# Ultra-wideband
Ultra Wideband (UWB) is een draadloze technologie, waarmee een grote hoeveelheid gegevens bij een hoge snelheid kan worden verzonden. Dit is mogelijk door de gegevenspakketjes over een brede frequentieband te spreiden, waardoor ze parallel kunnen worden verzonden. Daardoor zijn gegevenssnelheden tot 1 GB per seconde over een afstand van 10 meter mogelijk.
UWB werkt met kortdurende pulsen (miljardsten van een seconde). Daardoor kunnen ze ook gebruikmaken van frequenties die al door andere toepassingen in gebruik zijn. De tijdsduur is zo kort, dat er weinig kans is dat er interferentie optreedt. Toch is het gebruik van UWB, juist vanwege bezorgdheid over mogelijke interferentie, aan regels gebonden. De Federal Communications Commission (FCC) staat UWB alleen toe, als er met een laag vermogen wordt uitgezonden. Dit heeft tot gevolg dat het bereik van UWB beperkt is tot enkele tientallen meters. Bij een hoger vermogen kan het bereik van UWB verder worden vergroot. De FCC wilde de regels voor UWB wel versoepelen, maar werd daarin tegengewerkt door een aantal bedrijven, die licenties voor bepaalde frequenties hadden gekocht.
In februari 2002 gaf de FCC goedkeuring voor het commerciële gebruik van UWB, op voorwaarde dat het vermogen laag blijft. De organisatie stelt wel voor om het UWB te beperken tot de frequenties die nu worden gebruikt door gps (rond 1 GHz) en GPR (tussen 3,1 en 10.6 GHz), maar hiervoor zijn nog geen definitieve regels opgesteld. Er is ook nog geen officiële standaard voor UWB van de IEEE. 
De belangen van de voorstanders van UWB worden verdedigd door de Ultra Wideband Working Group, een belangengroep waarin bedrijven en onderzoekers zijn verenigd. 
UWB werkt via spread spectrum-technologie. Deze techniek werd in de Tweede Wereldoorlog voor het eerst gebruikt door het Amerikaanse leger en wordt vandaag de dag toegepast in allerlei apparaten, zoals DECT-telefoons. UWB gebruikt dezelfde spread-spectrum-technologie, door de pakketjes over een brede frequentieband uit te smeren, maar in plaats van een voortdurende stroom van datapakketjes werkt UWB met miljarden datapakketjes die in een zeer kort tijdsbestek (een puls) worden uitgezonden. 
Toepassingen van UWB zijn divers. UWB heeft minder last van obstakels en tussenmuren, dan bestaande draadloze netwerken zoals wifi en Bluetooth. Consumententoepassingen zijn er bijvoorbeeld op het gebied van home entertainmentsystemen (afspelen van streaming video, koppeling van camcorders met tv's, toepassingen van HDTV). Een andere categorie toepassingen zijn meetinstrumenten waarmee zeer precieze afstandsmeting mogelijk zijn. Denk hierbij aan botsings-detectiesystemen in auto's of het opsporen van mensen en objecten. Omdat UWB niet gehinderd wordt door muren en obstakels kan het worden gebruikt in rampgebieden (voor de opsporing van slachtoffers die onder het puin liggen) of door opsporingsdiensten (opsporen van mensensmokkel in bijvoorbeeld containers). Met UWB-apparaten kan zowel afstand als positie nauwkeurig worden gemeten. In de medische wereld zou het bijvoorbeeld kunnen worden toegepast in hartbewakingsapparatuur. 

## Fabrikanten
Een aantal fabrikanten van UWB-producten: 
- Apple Inc.
- Intel
- AetherWire
- Lucent Technologies
- Pulse-LINK
- Time Domain
- XtremeSpectrum
- MultiSpectral Solutions
- AT&T